# Léonce Bernheim
Léonce Bernheim (Toul, 16 april 1886 - Auschwitz, 20 december 1944) was een Frans ingenieur en advocaat.
Bernheim volgde een opleiding aan de École centrale Paris. In 1927 vertegenwoordigde hij Frankrijk op het congres van de Zionistische Wereldorganisatie in Bazel. Hetzelfde jaar werd hij gekozen in de raadgevende vergadering van het Franse kanton Châtillon-sur-Marne. In de eerste oorlogsjaren werd hij van zijn taken als burgemeester van Pourcy ontheven. Op 17 december 1943 werd hij naar Auschwitz gedeporteerd, waar hij iets meer dan een jaar later stierf.
- Nationale Bibliotheek van Israël: 987009999235805171
- Virtual International Authority File: 8806162723679661290008